# 2 Korpus Jazdy (powstanie listopadowe)

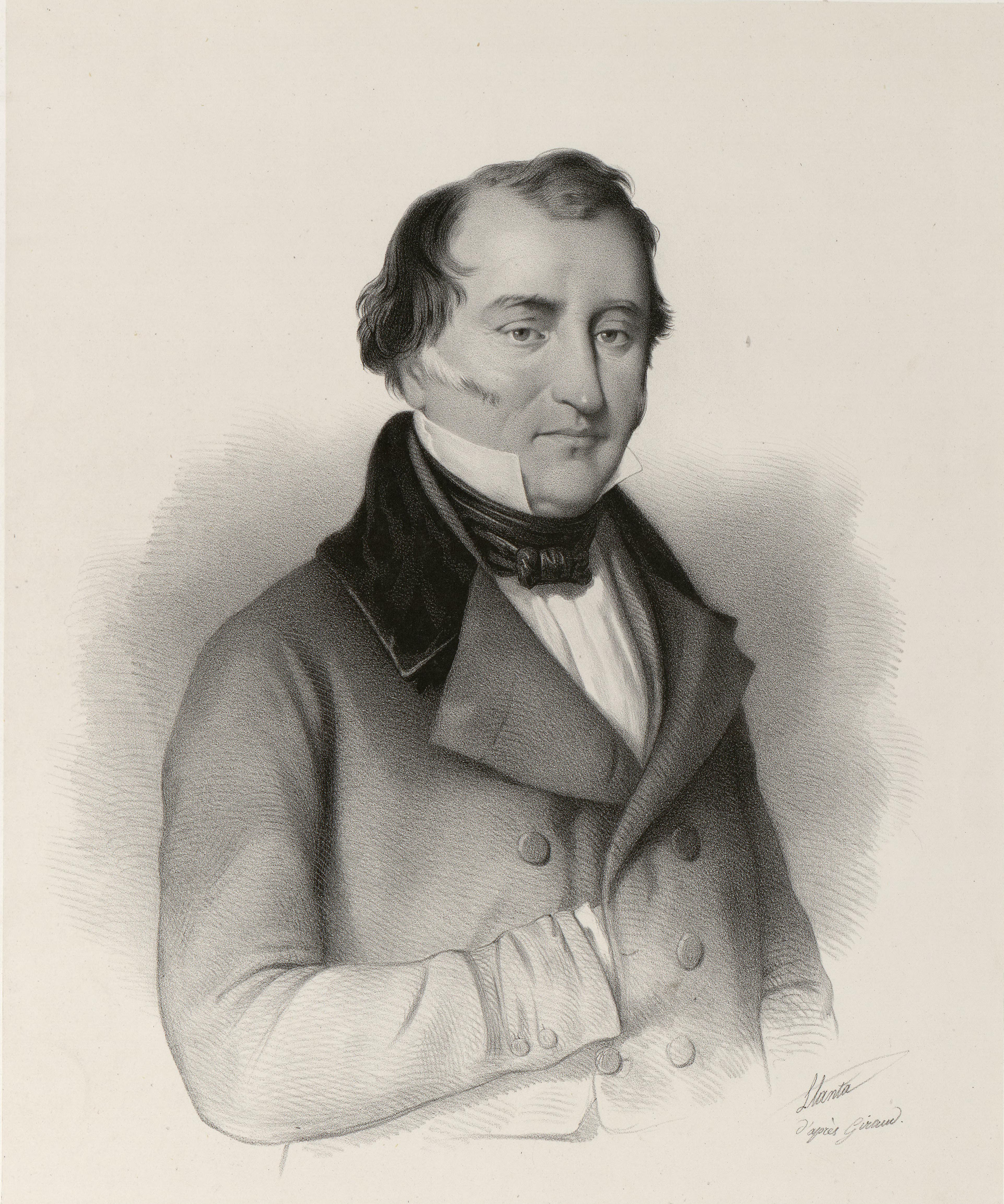
Tomasz Łubieński

2 Korpus Jazdy (potocznie Korpus Łubieńskiego) – korpus jazdy ustanowiony w czasie powstania listopadowego, podlegający dowódcy jazdy gen. dyw. Janowi Weysenhoffowi.
Dowódcą korpusu był gen. bryg. Tomasz Andrzej Łubieński.

## Skład korpusu
w lutym 1831
- 1 Dywizja Jazdy - gen. bryg. Zygmunt Karol Stryjeński
  - 1 Brygada Jazdy - płk Kazimierz Skarżyński
  - 2 Brygada Jazdy - płk Józef Kamiński
- 2 Dywizja Jazdy - płk Andrzej Ruttié
  - 1 Brygada Jazdy - płk Ludwik Kicki
  - 2 Brygada Jazdy - płk Dezydery Chłapowski

w maju 1831
- 1 Brygada Jazdy - płk Bonifacy Jagmin
  - 5 pułk strzelców konnych
  - 2 pułk mazurów
- 2 Brygada Jazdy - płk Kazimierz Turno
  - 4 pułk strzelców konnych
  - 6 pułk ułanów
- Brygada Straży Przedniej - płk Mamert Dłuski
  - pułk jazdy kaliskiej
  - legion litewski z 7 pułkiem ułanów